# Johan Gripenhielm
Johan Gripenhielm, född 1654, död 1696, var en svensk lagman och hovråd.

## Biografi
Johan Gripenhielm föddes 1654. Han var son till Emund Gripenhielm och hans hustru Barbro Lenaea, adlad Clo. Gripenhielm blev 4 september 1661 student vid Uppsala universitet och var sedan studerpage hos konung Karl XI.
Han blev hovråd 26 juni 1675 och lagman i Västmanlands och Dalarnas lagsaga 23 maj 1693, vilken tjänst han innehade intill sin död 1696.
Gripenhielm var förlovad med Christina Gladtsten.